# Мощёново
Мощёново — деревня в Рамешковском районе Тверской области.

## География
Находится в восточной части Тверской области на расстоянии приблизительно 3 км на юго-запад по прямой от районного центра поселка Рамешки.

## История
Известна с 1627—1629 годов как пустошь. В 1797 году император Павел I пожаловал ряд деревень, в том числе и Мощеново, генерал-адмиралу Ивану Логиновичу Голенищеву-Кутузову. Тогда же сюда прибыла на поселение основная часть карел из Лопских погостов Выборгской губернии. В 1810 году деревня по причине разорения владельца была объявлена банковским имением, в 1819 году с аукциона продана капитану князю А. А. Голицыну, владельцу села Замытье и окрестных земель. В 1859 году карельская деревня Мощеново — банковское имение, в 1887 году 51 двор, в 1936 — 76 хозяйств. В советское время работали колхозы «Красный ударник» «Трудовик». В 2001 году в деревне 42 дома постоянных жителей и 17 домов — собственность наследников и дачников. До 2021 входила в сельское поселение Высоково Рамешковского района до их упразднения.

## Население
Численность населения: 210 человек (1859 год), 304 (1887), 297 (1936), 53 (карелы 74 %) в 2002 году, 88 в 2010.